# Gamla Tyresö

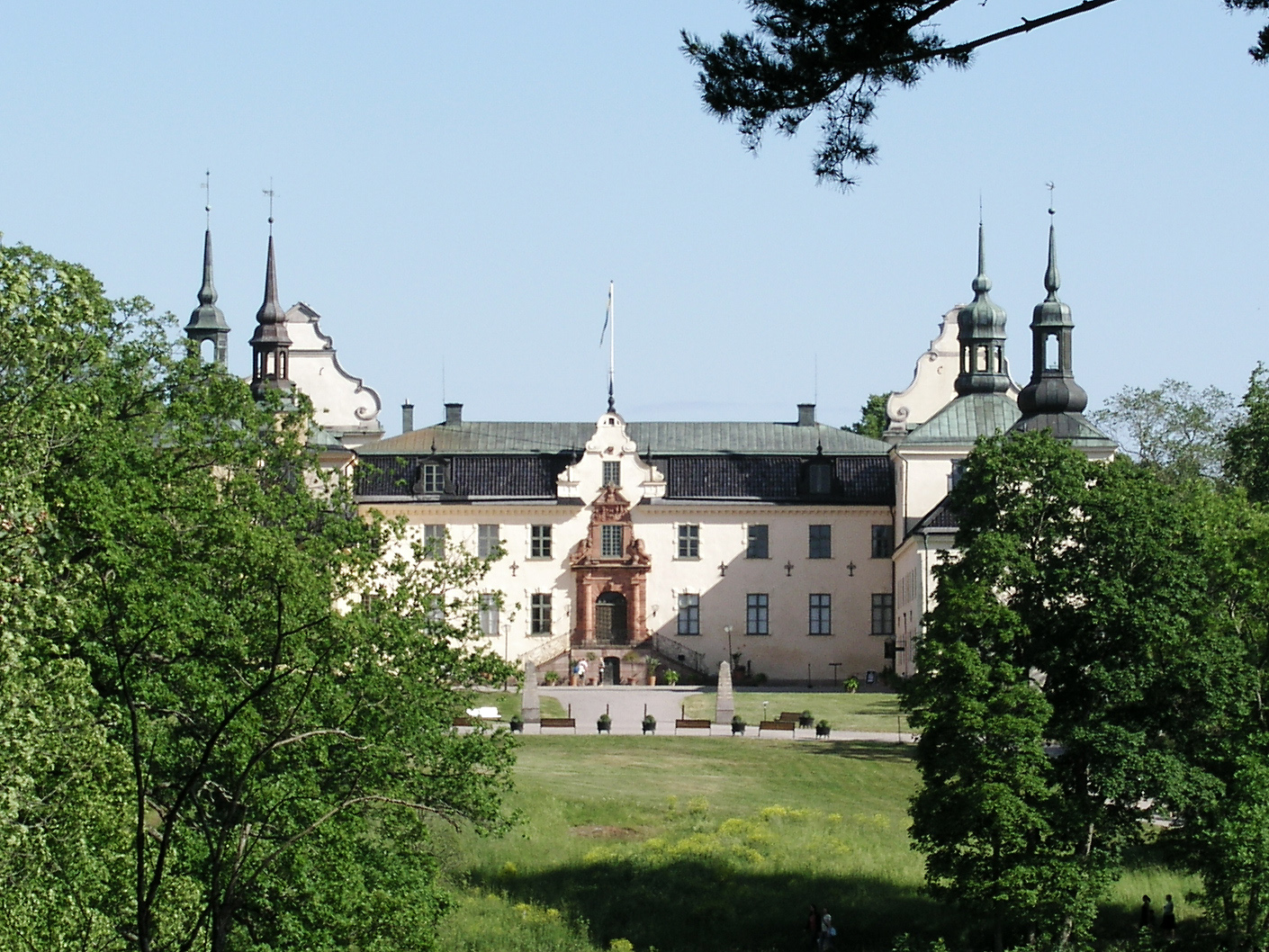
Tyresö slott är beläget i Gamla Tyresö

Gamla Tyresö är en kommundel i Tyresö kommun. Det består av östra halvan av kommunen, med Tyresö Strand och Rakstaområdena samt Brevikshalvön. Till området räknas även den stora skog i söder i vilken Tyresta nationalpark ligger. Omkring halva nationalparken ingår i Tyresö kommun.
Bebyggelsen i Gamla Tyresö består till största delen av villor och fritidshus. Området kring Tyresö Strand har sedan mitten av 1990-talet bebyggts med villor, parhus och radhus. Kring Strandtorget finns en mindre mängd av lägenheter och kommersiella inrättningar. Tyresö slott och Tyresö kyrka från 1600-talet är belägna i Gamla Tyresö. 
På Brevikshalvön sydost om Trinntorp ligger Telegrafberget 84 m över havet, varifrån centrala Stockholm kan siktas.

## Bostadsområden och tätorter
Antalet invånare av de bostadsområden normalt associerade med Gamla Tyresö, 1 januari, 2004:
- Tyresö Strand: 2 874
- Östra Tyresö: 2 721
- Total: 5 595 — eller 14,0% av befolkningen i Tyresö kommun

Gamla Tyresö är del av tre tätorter:
- Stockholm
- Raksta
- Brevikshalvön